# حقليت
حقليت هي قرية لبنانية من قرى قضاء الضنية في محافظة الشمال.